# Grand Slam of Darts 2018
De Grand Slam of Darts 2018, ook bekend onder de naam Bwin Grand Slam of Darts vanwege de sponsor Bwin, was de twaalfde editie van de Grand Slam of Darts georganiseerd door de PDC. Het toernooi werd gehouden van 10 tot en met 18 november in de Aldersley Leisure Village, Wolverhampton.
Titelverdediger was Michael van Gerwen, hij won het toernooi in 2017 voor de derde maal door in de finale Peter Wright te verslaan. Van Gerwen werd in de halve finale uitgeschakeld door Gary Anderson. Het toernooi werd gewonnen door Gerwyn Price.

## Prijzengeld
Het prijzengeld in 2018 bleef ten opzichte van 2017 gelijk.
| Plaats (aantal spelers) | Plaats (aantal spelers) | Prijzengeld (Totaal: £450,000) |
| ----------------------- | ----------------------- | ------------------------------ |
| Winnaar                 | (1)                     | £110,000                       |
| Runner-up               | (1)                     | £55,000                        |
| Halvefinalisten         | (2)                     | £28,500                        |
| Kwartfinalisten         | (4)                     | £16,000                        |
| Laatste 16              | (8)                     | £10,000                        |
| Groepswinnaar bonus     | (8)                     | £2,500                         |
| Derde in groep          | (8)                     | £5,000                         |
| Vierde in groep         | (8)                     | £3,000                         |

## Kwalificatie

### Kwalificatie toernooien
Opmerking: Schuingedrukte spelers waren al gekwalificeerd

### PDC hoofdtoernooien
Maximaal 16 spelers konden zich via deze toernooien plaatsen, waarbij de positie in de lijst de waarde van de kwalificatie aangaf.
| Toernooi                     | Jaar | Positie    | Speler                                   |
| ---------------------------- | ---- | ---------- | ---------------------------------------- |
| PDC World Darts Championship | 2018 | Winnaar    | Rob Cross                                |
| Grand Slam of Darts          | 2017 | Winnaar    | Michael van Gerwen                       |
| Premier League Darts         | 2018 | Winnaar    | Michael van Gerwen                       |
| World Matchplay              | 2018 | Winnaar    | Gary Anderson                            |
| World Grand Prix             | 2018 | Winnaar    | Michael van Gerwen                       |
| Players Championship Finals  | 2017 | Winnaar    | Michael van Gerwen                       |
| UK Open                      | 2018 | Winnaar    | Gary Anderson                            |
| European Darts Championship  | 2018 | Winnaar    | James Wade                               |
| The Masters                  | 2018 | Winnaar    | Michael van Gerwen                       |
| PDC World Youth Championship | 2017 | Winnaar    | Dimitri Van den Bergh                    |
| Champions League of Darts    | 2018 | Winnaar    | Gary Anderson                            |
| World Series of Darts        | 2018 | Winnaar    | James Wade                               |
| World Cup of Darts           | 2018 | Winnaars   | Michael van Gerwen Raymond van Barneveld |
| PDC World Darts Championship | 2018 | Runner-up  | Phil Taylor                              |
| Grand Slam of Darts          | 2017 | Runner-up  | Peter Wright                             |
| Premier League Darts         | 2018 | Runner-up  | Michael Smith                            |
| World Matchplay              | 2018 | Runner-up  | Mensur Suljović                          |
| World Grand Prix             | 2018 | Runner-up  | Peter Wright                             |
| Players Championship Finals  | 2017 | Runner-up  | Jonny Clayton                            |
| UK Open                      | 2018 | Runner-up  | Corey Cadby                              |
| European Darts Championship  | 2018 | Runner-up  | Simon Whitlock                           |
| The Masters                  | 2018 | Runner-up  | Raymond van Barneveld                    |
| PDC World Youth Championship | 2017 | Runner-up  | Josh Payne                               |
| World Series of Darts        | 2018 | Runner-up  | Michael Smith                            |
| Champions League of Darts    | 2018 | Runner-up  | Peter Wright                             |
| World Cup of Darts           | 2018 | Runners-up | Peter Wright Gary Anderson               |

Phil Taylor ging na het PDC World Darts Championship 2018 met pensioen. Corey Cadby was genoodzaakt zich af te melden wegens een armbreuk.

#### PDC European Tour
Als er zich via de PDC hoofdtoernooien minder dan 16 spelers kwalificeerden werden de resterende plaatsen aangevuld via kwalificatie in reservetoernooien. De eerste reeks toernooien waar kwalificatie afgedwongen kan worden waren de European Tour toernooien van de PDC Pro Tour 2018.
| Toernooi                        | #                              | Positie | Speler             |
| ------------------------------- | ------------------------------ | ------- | ------------------ |
| PDC Pro Tour European Tour 2018 | European Darts Open 2018       | Winnaar | Michael van Gerwen |
| PDC Pro Tour European Tour 2018 | German Darts Grand Prix 2018   | Winnaar | Michael van Gerwen |
| PDC Pro Tour European Tour 2018 | German Darts Open 2018         | Winnaar | Max Hopp           |
| PDC Pro Tour European Tour 2018 | Austrian Darts Open 2018       | Winnaar | Jonny Clayton      |
| PDC Pro Tour European Tour 2018 | European Darts Grand Prix 2018 | Winnaar | Michael van Gerwen |
| PDC Pro Tour European Tour 2018 | Dutch Darts Masters 2018       | Winnaar | Michael van Gerwen |
| PDC Pro Tour European Tour 2018 | Gibraltar Darts Trophy 2018    | Winnaar | Michael van Gerwen |
| PDC Pro Tour European Tour 2018 | Danish Darts Open 2018         | Winnaar | Mensur Suljović    |
| PDC Pro Tour European Tour 2018 | European Darts Matchplay 2018  | Winnaar | Michael van Gerwen |
| PDC Pro Tour European Tour 2018 | German Darts Championship 2018 | Winnaar | Michael van Gerwen |
| PDC Pro Tour European Tour 2018 | Dutch Darts Championship 2018  | Winnaar | Ian White          |
| PDC Pro Tour European Tour 2018 | International Darts Open 2018  | Winnaar | Gerwyn Price       |
| PDC Pro Tour European Tour 2018 | European Darts Trophy 2018     | Winnaar | Michael van Gerwen |

#### Players Championships
Als er zich via de PDC hoofdtoernooien en de European Tour minder dan zestien spelers kwalificeerden werden de resterende plaatsen aangevuld met reservetoernooien. De tweede reeks toernooien waarmee de kwalificatie afgedwongen kon worden waren de Players Championships toernooien van de PDC Pro Tour 2018.
| Toernooi                   | #                       | Positie | Speler             |
| -------------------------- | ----------------------- | ------- | ------------------ |
| Players Championships 2018 | Players Championship 1  | Winnaar | Michael van Gerwen |
| Players Championships 2018 | Players Championship 2  | Winnaar | Michael van Gerwen |
| Players Championships 2018 | Players Championship 3  | Winnaar | Gary Anderson      |
| Players Championships 2018 | Players Championship 4  | Winnaar | Gary Anderson      |
| Players Championships 2018 | Players Championship 5  | Winnaar | Michael van Gerwen |
| Players Championships 2018 | Players Championship 6  | Winnaar | Ian White          |
| Players Championships 2018 | Players Championship 7  | Winnaar | Michael Smith      |
| Players Championships 2018 | Players Championship 8  | Winnaar | Mickey Mansell     |
| Players Championships 2018 | Players Championship 9  | Winnaar | Michael van Gerwen |
| Players Championships 2018 | Players Championship 10 | Winnaar | Jeffrey de Zwaan   |
| Players Championships 2018 | Players Championship 11 | Winnaar | Gary Anderson      |
| Players Championships 2018 | Players Championship 12 | Winnaar | Josh Payne         |
| Players Championships 2018 | Players Championship 13 | Winnaar | Rob Cross          |
| Players Championships 2018 | Players Championship 14 | Winnaar | Peter Wright       |
| Players Championships 2018 | Players Championship 15 | Winnaar | Mervyn King        |
| Players Championships 2018 | Players Championship 16 | Winnaar | Ian White          |
| Players Championships 2018 | Players Championship 17 | Winnaar | Peter Wright       |
| Players Championships 2018 | Players Championship 18 | Winnaar | Nathan Aspinall    |
| Players Championships 2018 | Players Championship 19 | Winnaar | Max Hopp           |
| Players Championships 2018 | Players Championship 20 | Winnaar | Danny Noppert      |
| Players Championships 2018 | Players Championship 21 | Winnaar | Krzysztof Ratajski |
| Players Championships 2018 | Players Championship 22 | Winnaar | Krzysztof Ratajski |

#### PDC Qualifier
Nog acht andere plaatsen voor de Grand Slam of Darts werden vergeven tijdens een PDC Qualifier die november 2018 gehouden werd in Wigan.
- Martin Schindler
- Stephen Bunting
- Andrew Gilding
- Steve Hine
- Mark Webster
- Joe Murnan
- Keegan Brown
- Ryan Searle

#### BDO hoofdtoernooien
Dit toernooi is uniek, omdat er zich, naast darters uit de PDC, ook een aantal darters uit de BDO kwalificeren. Vier spelers plaatsten zich door deelname aan een hoofdtoernooi van de BDO.
| Toernooi                     | Jaar | Positie   | Speler           |
| ---------------------------- | ---- | --------- | ---------------- |
| BDO World Darts Championship | 2018 | Winnaar   | Glen Durrant     |
| BDO World Darts Championship | 2018 | Runner-up | Mark McGeeney    |
| World Masters                | 2018 | Winnaar   | Adam Smith-Neale |
| BDO World Trophy             | 2018 | Winnaar   | Glen Durrant     |

### BDO Qualifiers
Daarnaast werden er nog vijf plaatsen vergeven namens de BDO. Dit was de top 5 niet-gekwalificeerde spelers van de BDO Invitation Ranking op 30 september.
- Jim Williams
- Wesley Harms
- Michael Unterbuchner
- Scott Mitchell
- Gary Robson

## Toernooioverzicht

### Potindeling
In Pot A kwamen de top 8 van de PDC Order of Merit. Deze spelers waren geplaatst. In Pot B kwamen de acht overige spelers die zich geplaatst hadden via de hoofdtoernooien. In Pot C de acht spelers die zich geplaatst hadden via de PDC Qualifier. In Pot D kwamen de acht BDO-spelers.
| Pot A | Pot B | Pot C | Pot D |
| --- | --- | --- | --- |
| Michael van Gerwen (1) Peter Wright (2) Rob Cross (3) Gary Anderson (4) James Wade (5) Mensur Suljović (6) Simon Whitlock (7) Michael Smith (8) | Gerwyn Price Ian White Raymond van Barneveld Jonny Clayton Stephen Bunting Max Hopp Dimitri Van den Bergh Keegan Brown | Mark Webster Martin Schindler Josh Payne Krzysztof Ratajski Andrew Gilding Ryan Searle Joe Murnan Steve Hine | Glen Durrant Mark McGeeney Jim Williams Wesley Harms Michael Unterbuchner Scott Mitchell Gary Robson Adam Smith-Neale |

| Legenda kleuren in de tabellen                                 |
| -------------------------------------------------------------- |
| Groepswinnaars en nummers twee gaan door naar de tweede ronde. |
| Uitgeschakeld                                                  |

### Groepsfase

#### Groep A
| Datum   | Speler             | Gemiddelde | Score | Gemiddelde | Speler        |
| ------- | ------------------ | ---------- | ----- | ---------- | ------------- |
| 10 nov. | Michael van Gerwen | (112.66)   | 5 – 1 | (90.76)    | Gary Robson   |
| 10 nov. | Jonny Clayton      | (84.44)    | 5 – 2 | (80.90)    | Joe Murnan    |
| 11 nov. | Joe Murnan         | (89.57)    | 4 – 5 | (88.53)    | Gary Robson   |
| 11 nov. | Michael van Gerwen | (107.92)   | 4 – 5 | (103.60)   | Jonny Clayton |
| 13 nov. | Michael van Gerwen | (97.33)    | 5 – 1 | (79.85)    | Joe Murnan    |
| 13 nov. | Jonny Clayton      | (87.37)    | 5 – 3 | (86.35)    | Gary Robson   |

| Pos. | Speler                 | Wedstrijden | Wedstrijden | Wedstrijden | Legs | Legs | Legs  | Punten |
| ---- | ---------------------- | ----------- | ----------- | ----------- | ---- | ---- | ----- | ------ |
| Pos. | Speler                 | G           | W           | V           | LV   | LT   | Saldo | Punten |
| 1    | Jonny Clayton          | 3           | 3           | 0           | 15   | 9    | +6    | 6      |
| 2    | Michael van Gerwen (1) | 3           | 2           | 1           | 14   | 7    | +7    | 4      |
| 3    | Gary Robson            | 3           | 1           | 2           | 9    | 14   | -5    | 2      |
| 4    | Joe Murnan             | 3           | 0           | 3           | 7    | 15   | -8    | 0      |

#### Groep B
| Datum   | Speler                | Gemiddelde | Score | Gemiddelde | Speler                |
| ------- | --------------------- | ---------- | ----- | ---------- | --------------------- |
| 10 nov. | Michael Smith         | (92.88)    | 5 – 3 | (85.56)    | Adam Smith-Neale      |
| 10 nov. | Raymond van Barneveld | (92.30)    | 3 – 5 | (89.90)    | Krzysztof Ratajski    |
| 11 nov. | Raymond van Barneveld | (88.72)    | 5 – 4 | (84.76)    | Adam Smith-Neale      |
| 11 nov. | Michael Smith         | (97.26)    | 5 – 4 | (99.40)    | Krzysztof Ratajski    |
| 13 nov. | Michael Smith         | (98.88)    | 5 – 0 | (90.96)    | Raymond van Barneveld |
| 13 nov. | Krzysztof Ratajski    | (101.93)   | 5 – 1 | (88.52)    | Adam Smith-Neale      |

| Pos. | Speler                | Wedstrijden | Wedstrijden | Wedstrijden | Legs | Legs | Legs  | Punten |
| ---- | --------------------- | ----------- | ----------- | ----------- | ---- | ---- | ----- | ------ |
| Pos. | Speler                | G           | W           | V           | LV   | LT   | Saldo | Punten |
| 1    | Michael Smith (8)     | 3           | 3           | 0           | 15   | 7    | +8    | 6      |
| 2    | Krzysztof Ratajski    | 3           | 2           | 1           | 14   | 9    | +5    | 4      |
| 3    | Raymond van Barneveld | 3           | 1           | 2           | 8    | 14   | -6    | 2      |
| 4    | Adam Smith-Neale      | 3           | 0           | 3           | 8    | 15   | -7    | 0      |

#### Groep C
| Datum   | Speler       | Gemiddelde | Score | Gemiddelde | Speler       |
| ------- | ------------ | ---------- | ----- | ---------- | ------------ |
| 10 nov. | James Wade   | (98.88)    | 5 – 0 | (85.88)    | Wesley Harms |
| 10 nov. | Keegan Brown | (90.40)    | 5 – 4 | (86.40)    | Mark Webster |
| 11 nov. | Mark Webster | (91.23)    | 3 – 5 | (89.90)    | Wesley Harms |
| 11 nov. | James Wade   | (104.71)   | 5 – 3 | (102.06)   | Keegan Brown |
| 13 nov. | James Wade   | (101.72)   | 5 – 1 | (91.55)    | Mark Webster |
| 13 nov. | Keegan Brown | (103.66)   | 4 – 5 | (103.98)   | Wesley Harms |

| Pos. | Speler         | Wedstrijden | Wedstrijden | Wedstrijden | Legs | Legs | Legs  | Punten |
| ---- | -------------- | ----------- | ----------- | ----------- | ---- | ---- | ----- | ------ |
| Pos. | Speler         | G           | W           | V           | LV   | LT   | Saldo | Punten |
| 1    | James Wade (5) | 3           | 3           | 0           | 15   | 4    | +11   | 6      |
| 2    | Wesley Harms   | 3           | 2           | 1           | 10   | 12   | -2    | 4      |
| 3    | Keegan Brown   | 3           | 1           | 2           | 12   | 14   | -2    | 2      |
| 4    | Mark Webster   | 3           | 0           | 3           | 8    | 15   | -7    | 0      |

#### Groep D
| Datum   | Speler        | Gemiddelde | Score | Gemiddelde | Speler               |
| ------- | ------------- | ---------- | ----- | ---------- | -------------------- |
| 10 nov. | Gary Anderson | (90.78)    | 5 – 2 | (78.78)    | Michael Unterbuchner |
| 10 nov. | Ian White     | (104.64)   | 5 – 1 | (92.89)    | Steve Hine           |
| 11 nov. | Steve Hine    | (89.86)    | 2 – 5 | (97.09)    | Michael Unterbuchner |
| 11 nov. | Gary Anderson | (112.54)   | 5 – 1 | (86.63)    | Ian White            |
| 13 nov. | Gary Anderson | (100.13)   | 5 – 1 | (85.97)    | Steve Hine           |
| 13 nov. | Ian White     | (92.95)    | 3 – 5 | (89.83)    | Michael Unterbuchner |

| Pos. | Speler               | Wedstrijden | Wedstrijden | Wedstrijden | Legs | Legs | Legs  | Punten |
| ---- | -------------------- | ----------- | ----------- | ----------- | ---- | ---- | ----- | ------ |
| Pos. | Speler               | G           | W           | V           | LV   | LT   | Saldo | Punten |
| 1    | Gary Anderson (4)    | 3           | 3           | 0           | 15   | 4    | +11   | 6      |
| 2    | Michael Unterbuchner | 3           | 2           | 1           | 12   | 10   | +2    | 4      |
| 3    | Ian White            | 3           | 1           | 2           | 9    | 11   | -2    | 2      |
| 4    | Steve Hine           | 3           | 0           | 3           | 4    | 15   | -11   | 0      |

#### Groep E
| Datum   | Speler       | Gemiddelde | Score | Gemiddelde | Speler       |
| ------- | ------------ | ---------- | ----- | ---------- | ------------ |
| 10 nov. | Peter Wright | (88.65)    | 5 – 4 | (87.30)    | Jim Williams |
| 10 nov. | Max Hopp     | (92.76)    | 5 – 3 | (90.12)    | Josh Payne   |
| 11 nov. | Josh Payne   | (90.20)    | 5 – 2 | (91.91)    | Jim Williams |
| 11 nov. | Peter Wright | (98.46)    | 5 – 2 | (95.76)    | Max Hopp     |
| 12 nov. | Peter Wright | (90.81)    | 5 – 4 | (86.98)    | Josh Payne   |
| 12 nov. | Max Hopp     | (97.18)    | 4 – 5 | (101.60)   | Jim Williams |

| Pos. | Speler           | Wedstrijden | Wedstrijden | Wedstrijden | Legs | Legs | Legs  | Punten |
| ---- | ---------------- | ----------- | ----------- | ----------- | ---- | ---- | ----- | ------ |
| Pos. | Speler           | G           | W           | V           | LV   | LT   | Saldo | Punten |
| 1    | Peter Wright (2) | 3           | 3           | 0           | 15   | 10   | +5    | 6      |
| 2    | Josh Payne       | 3           | 1           | 2           | 12   | 12   | 0     | 2      |
| 3    | Max Hopp         | 3           | 1           | 2           | 11   | 13   | -2    | 2      |
| 4    | Jim Williams     | 3           | 1           | 2           | 11   | 14   | -3    | 2      |

#### Groep F
| Datum   | Speler         | Gemiddelde | Score | Gemiddelde | Speler         |
| ------- | -------------- | ---------- | ----- | ---------- | -------------- |
| 10 nov. | Simon Whitlock | (92.05)    | 1 – 5 | (99.20)    | Glen Durrant   |
| 10 nov. | Gerwyn Price   | (90.24)    | 5 – 2 | (84.49)    | Andrew Gilding |
| 11 nov. | Simon Whitlock | (94.11)    | 5 – 2 | (89.56)    | Andrew Gilding |
| 11 nov. | Gerwyn Price   | (101.60)   | 5 – 4 | (97.02)    | Glen Durrant   |
| 12 nov. | Simon Whitlock | (108.86)   | 5 – 4 | (104.58)   | Gerwyn Price   |
| 12 nov. | Andrew Gilding | (101.52)   | 5 – 4 | (104.98)   | Glen Durrant   |

| Pos. | Speler             | Wedstrijden | Wedstrijden | Wedstrijden | Legs | Legs | Legs  | Punten |
| ---- | ------------------ | ----------- | ----------- | ----------- | ---- | ---- | ----- | ------ |
| Pos. | Speler             | G           | W           | V           | LV   | LT   | Saldo | Punten |
| 1    | Gerwyn Price       | 3           | 2           | 1           | 14   | 11   | +3    | 4      |
| 2    | Simon Whitlock (7) | 3           | 2           | 1           | 11   | 11   | 0     | 4      |
| 3    | Glen Durrant       | 3           | 1           | 2           | 13   | 11   | +2    | 2      |
| 4    | Andrew Gilding     | 3           | 1           | 2           | 9    | 14   | -5    | 2      |

#### Groep G
| Datum   | Speler           | Gemiddelde | Score | Gemiddelde | Speler           |
| ------- | ---------------- | ---------- | ----- | ---------- | ---------------- |
| 10 nov. | Mensur Suljović  | (94.24)    | 5 – 2 | (89.53)    | Scott Mitchell   |
| 10 nov. | Stephen Bunting  | (90.99)    | 5 – 3 | (86.25)    | Martin Schindler |
| 11 nov. | Martin Schindler | (94.81)    | 1 – 5 | (104.58)   | Scott Mitchell   |
| 11 nov. | Mensur Suljović  | (101.94)   | 3 – 5 | (104.36)   | Stephen Bunting  |
| 12 nov. | Stephen Bunting  | (89.97)    | 5 – 1 | (91.35)    | Scott Mitchell   |
| 12 nov. | Mensur Suljović  | (90.41)    | 4 – 5 | (87.06)    | Martin Schindler |

| Pos. | Speler              | Wedstrijden | Wedstrijden | Wedstrijden | Legs | Legs | Legs  | Punten |
| ---- | ------------------- | ----------- | ----------- | ----------- | ---- | ---- | ----- | ------ |
| Pos. | Speler              | G           | W           | V           | LV   | LT   | Saldo | Punten |
| 1    | Stephen Bunting     | 3           | 3           | 0           | 15   | 7    | +8    | 6      |
| 2    | Mensur Suljović (6) | 3           | 1           | 2           | 12   | 12   | 0     | 2      |
| 3    | Scott Mitchell      | 3           | 1           | 2           | 8    | 11   | -3    | 2      |
| 4    | Martin Schindler    | 3           | 1           | 2           | 9    | 14   | -5    | 2      |

#### Groep H
| Datum   | Speler                | Gemiddelde | Score | Gemiddelde | Speler                |
| ------- | --------------------- | ---------- | ----- | ---------- | --------------------- |
| 10 nov. | Rob Cross             | (87.49)    | 5 – 2 | (79.63)    | Mark McGeeney         |
| 10 nov. | Dimitri Van den Bergh | (95.67)    | 5 – 3 | (89.19)    | Ryan Searle           |
| 11 nov. | Ryan Searle           | (83.56)    | 3 – 5 | (92.93)    | Mark McGeeney         |
| 11 nov. | Rob Cross             | (98.08)    | 5 – 4 | (100.11)   | Dimitri Van den Bergh |
| 12 nov. | Rob Cross             | (98.70)    | 5 – 2 | (88.66)    | Ryan Searle           |
| 12 nov. | Dimitri Van den Bergh | (98.90)    | 5 – 1 | (95.75)    | Mark McGeeney         |

| Pos. | Speler                | Wedstrijden | Wedstrijden | Wedstrijden | Legs | Legs | Legs  | Punten |
| ---- | --------------------- | ----------- | ----------- | ----------- | ---- | ---- | ----- | ------ |
| Pos. | Speler                | G           | W           | V           | LV   | LT   | Saldo | Punten |
| 1    | Rob Cross (3)         | 3           | 3           | 0           | 15   | 8    | +7    | 6      |
| 2    | Dimitri Van den Bergh | 3           | 2           | 1           | 14   | 9    | +5    | 4      |
| 3    | Mark McGeeney         | 3           | 1           | 2           | 8    | 13   | -5    | 2      |
| 4    | Ryan Searle           | 3           | 0           | 3           | 8    | 15   | -7    | 0      |

### Knockout-fase
|  | Tweede ronde (best of 19 legs) 14–15 november | Tweede ronde (best of 19 legs) 14–15 november | Tweede ronde (best of 19 legs) 14–15 november |    |                         | Kwartfinale (best of 31 legs) 16–17 november | Kwartfinale (best of 31 legs) 16–17 november | Kwartfinale (best of 31 legs) 16–17 november |  |   | Halve finale (best of 31 legs) 18 november | Halve finale (best of 31 legs) 18 november | Halve finale (best of 31 legs) 18 november |  |   | Finale (best of 31 legs) 18 november | Finale (best of 31 legs) 18 november | Finale (best of 31 legs) 18 november |
|  |                                               |                                               |                                               |    |                         |                                              |                                              |                                              |  |   |                                            |                                            |                                            |  |   |                                      |                                      |                                      |
|  | A1                                            | Jonny Clayton (104.04)                        | 10                                            |    |                         |                                              |                                              |                                              |  |   |                                            |                                            |                                            |  |   |                                      |                                      |                                      |
|  | B2                                            | Krzysztof Ratajski (94.08)                    | 3                                             |    |                         |                                              |                                              |                                              |  |   |                                            |                                            |                                            |  |   |                                      |                                      |                                      |
|  | B2                                            | Krzysztof Ratajski (94.08)                    | 3                                             |    |                         | Jonny Clayton (95.88)                        | 12                                           |                                              |  |   |                                            |                                            |                                            |  |   |                                      |                                      |                                      |
|  |                                               |                                               |                                               |    |                         | Jonny Clayton (95.88)                        | 12                                           |                                              |  |   |                                            |                                            |                                            |  |   |                                      |                                      |                                      |
|  |                                               | 1                                             | Michael van Gerwen (101.92)                   | 16 |                         |                                              |                                              |                                              |  |   |                                            |                                            |                                            |  |   |                                      |                                      |                                      |
|  | B1                                            | 1                                             | Michael van Gerwen (101.92)                   | 16 | Michael Smith (100.69)  | 8                                            |                                              |                                              |  |   |                                            |                                            |                                            |  |   |                                      |                                      |                                      |
|  | B1                                            |                                               |                                               |    | Michael Smith (100.69)  | 8                                            |                                              |                                              |  |   |                                            |                                            |                                            |  |   |                                      |                                      |                                      |
|  | A2                                            | Michael van Gerwen (108.32)                   | 10                                            |    |                         |                                              |                                              |                                              |  |   |                                            |                                            |                                            |  |   |                                      |                                      |                                      |
|  | A2                                            | Michael van Gerwen (108.32)                   | 10                                            |    |                         |                                              |                                              |                                              |  | 1 | Michael van Gerwen (99.05)                 | 12                                         |                                            |  |   |                                      |                                      |                                      |
|  |                                               |                                               |                                               |    |                         |                                              |                                              |                                              |  | 1 | Michael van Gerwen (99.05)                 | 12                                         |                                            |  |   |                                      |                                      |                                      |
|  |                                               | 4                                             | Gary Anderson (102.97)                        | 16 |                         |                                              |                                              |                                              |  |   |                                            |                                            |                                            |  |   |                                      |                                      |                                      |
|  | C1                                            | 4                                             | Gary Anderson (102.97)                        | 16 | James Wade (93.76)      | 6                                            |                                              |                                              |  |   |                                            |                                            |                                            |  |   |                                      |                                      |                                      |
|  | C1                                            |                                               |                                               |    | James Wade (93.76)      | 6                                            |                                              |                                              |  |   |                                            |                                            |                                            |  |   |                                      |                                      |                                      |
|  | D2                                            | Michael Unterbuchner (94.24)                  | 10                                            |    |                         |                                              |                                              |                                              |  |   |                                            |                                            |                                            |  |   |                                      |                                      |                                      |
|  | D2                                            | Michael Unterbuchner (94.24)                  | 10                                            |    |                         | Michael Unterbuchner (88.52)                 | 6                                            |                                              |  |   |                                            |                                            |                                            |  |   |                                      |                                      |                                      |
|  |                                               |                                               |                                               |    |                         | Michael Unterbuchner (88.52)                 | 6                                            |                                              |  |   |                                            |                                            |                                            |  |   |                                      |                                      |                                      |
|  |                                               | 4                                             | Gary Anderson (100.48)                        | 16 |                         |                                              |                                              |                                              |  |   |                                            |                                            |                                            |  |   |                                      |                                      |                                      |
|  | D1                                            | 4                                             | Gary Anderson (100.48)                        | 16 | Gary Anderson (101.60)  | 10                                           |                                              |                                              |  |   |                                            |                                            |                                            |  |   |                                      |                                      |                                      |
|  | D1                                            |                                               |                                               |    | Gary Anderson (101.60)  | 10                                           |                                              |                                              |  |   |                                            |                                            |                                            |  |   |                                      |                                      |                                      |
|  | C2                                            | Wesley Harms (87.97)                          | 2                                             |    |                         |                                              |                                              |                                              |  |   |                                            |                                            |                                            |  |   |                                      |                                      |                                      |
|  | C2                                            | Wesley Harms (87.97)                          | 2                                             |    |                         |                                              |                                              |                                              |  |   |                                            |                                            |                                            |  | 4 | Gary Anderson (97.25)                | 13                                   |                                      |
|  |                                               |                                               |                                               |    |                         |                                              |                                              |                                              |  |   |                                            |                                            |                                            |  | 4 | Gary Anderson (97.25)                | 13                                   |                                      |
|  |                                               |                                               | Gerwyn Price (96.73)                          | 16 |                         |                                              |                                              |                                              |  |   |                                            |                                            |                                            |  |   |                                      |                                      |                                      |
|  | E1                                            | Peter Wright (93.86)                          | Gerwyn Price (96.73)                          | 16 | 6                       |                                              |                                              |                                              |  |   |                                            |                                            |                                            |  |   |                                      |                                      |                                      |
|  | E1                                            | Peter Wright (93.86)                          |                                               |    | 6                       |                                              |                                              |                                              |  |   |                                            |                                            |                                            |  |   |                                      |                                      |                                      |
|  | F2                                            | Simon Whitlock (94.95)                        | 10                                            |    |                         |                                              |                                              |                                              |  |   |                                            |                                            |                                            |  |   |                                      |                                      |                                      |
|  | F2                                            | Simon Whitlock (94.95)                        | 10                                            |    | 7                       | Simon Whitlock (95.03)                       | 15                                           |                                              |  |   |                                            |                                            |                                            |  |   |                                      |                                      |                                      |
|  |                                               |                                               |                                               |    | 7                       | Simon Whitlock (95.03)                       | 15                                           |                                              |  |   |                                            |                                            |                                            |  |   |                                      |                                      |                                      |
|  |                                               |                                               | Gerwyn Price (95.86)                          | 16 |                         |                                              |                                              |                                              |  |   |                                            |                                            |                                            |  |   |                                      |                                      |                                      |
|  | F1                                            | Gerwyn Price (93.37)                          | Gerwyn Price (95.86)                          | 16 | 10                      |                                              |                                              |                                              |  |   |                                            |                                            |                                            |  |   |                                      |                                      |                                      |
|  | F1                                            | Gerwyn Price (93.37)                          |                                               |    | 10                      |                                              |                                              |                                              |  |   |                                            |                                            |                                            |  |   |                                      |                                      |                                      |
|  | E2                                            | Josh Payne (84.10)                            | 5                                             |    |                         |                                              |                                              |                                              |  |   |                                            |                                            |                                            |  |   |                                      |                                      |                                      |
|  | E2                                            | Josh Payne (84.10)                            | 5                                             |    |                         |                                              |                                              |                                              |  |   | Gerwyn Price (97.06)                       | 16                                         |                                            |  |   |                                      |                                      |                                      |
|  |                                               |                                               |                                               |    |                         |                                              |                                              |                                              |  |   | Gerwyn Price (97.06)                       | 16                                         |                                            |  |   |                                      |                                      |                                      |
|  |                                               | 6                                             | Mensur Suljović (98.08)                       | 12 |                         |                                              |                                              |                                              |  |   |                                            |                                            |                                            |  |   |                                      |                                      |                                      |
|  | G1                                            | 6                                             | Mensur Suljović (98.08)                       | 12 | Stephen Bunting (88.14) | 6                                            |                                              |                                              |  |   |                                            |                                            |                                            |  |   |                                      |                                      |                                      |
|  | G1                                            |                                               |                                               |    | Stephen Bunting (88.14) | 6                                            |                                              |                                              |  |   |                                            |                                            |                                            |  |   |                                      |                                      |                                      |
|  | H2                                            | Dimitri Van den Bergh (90.51)                 | 10                                            |    |                         |                                              |                                              |                                              |  |   |                                            |                                            |                                            |  |   |                                      |                                      |                                      |
|  | H2                                            | Dimitri Van den Bergh (90.51)                 | 10                                            |    |                         | Dimitri Van den Bergh (94.28)                | 9                                            |                                              |  |   |                                            |                                            |                                            |  |   |                                      |                                      |                                      |
|  |                                               |                                               |                                               |    |                         | Dimitri Van den Bergh (94.28)                | 9                                            |                                              |  |   |                                            |                                            |                                            |  |   |                                      |                                      |                                      |
|  |                                               | 6                                             | Mensur Suljović (98.58)                       | 16 |                         |                                              |                                              |                                              |  |   |                                            |                                            |                                            |  |   |                                      |                                      |                                      |
|  | H1                                            | 6                                             | Mensur Suljović (98.58)                       | 16 | Rob Cross (92.23)       | 7                                            |                                              |                                              |  |   |                                            |                                            |                                            |  |   |                                      |                                      |                                      |
|  | H1                                            |                                               |                                               |    | Rob Cross (92.23)       | 7                                            |                                              |                                              |  |   |                                            |                                            |                                            |  |   |                                      |                                      |                                      |
|  | G2                                            | Mensur Suljović (93.63)                       | 10                                            |    |                         |                                              |                                              |                                              |  |   |                                            |                                            |                                            |  |   |                                      |                                      |                                      |

2007 · 2008 · 2009 · 2010 · 2011 · 2012 · 2013 · 2014 · 2015 · 2016 · 2017 · 2018 · 2019 · 2020 · 2021 · 2022 · 2023 · 2024 · 2025